# Roberto Ricci
Pour les articles homonymes, voir Ricci.
Roberto Ricci, né le 21 septembre 1976 à Rome, est un dessinateur de bande dessinée italien.

## Œuvre

### Albums
- Les Âmes d'Helios, scénario de Philippe Saimbert, dessins de Roberto Ricci, Delcourt, collection Neopolis

1. Le Ciboire oublié[1],[2], 2003  (ISBN 2-84055-896-3)
2. Au Fil de l'épée[3], 2004  (ISBN 2-84789-162-5)
3. Fer écarlate[4],[5], 2005  (ISBN 2-84789-874-3)
4. Chaînes éternelles[6], 2007  (ISBN 978-2-75600-493-8)

- BD Jazz, Éditions Nocturne, collection BD Jazz

50. June Christy, scénario de Giancarlo Dimaggio, dessins de Roberto Ricci et Laura Iorio, 2009  (ISBN 978-2-84907-121-2)
- Delta, scénario de Jean-Louis Fonteneau, dessins de Matteo Simonacci et Roberto Ricci, Les Humanoïdes Associés

1. L'Anse aux crânes, 2008  (ISBN 978-2-7316-1830-3)

- Une Affaire d'hommes, scénario de Jean-Louis Fonteneau, dessins de Matteo Simonacci et Roberto Ricci, Narratives, collection Solvay Pharma, 2009  (ISBN 978-2-358-20004-2)
- Moksha, scénario de Marco D'Amico, dessins de Roberto Ricci, Éditions Robert Laffont

1. Frank, 2008  (ISBN 978-2-22110-592-4)

- Urban, scénario de Luc Brunschwig, dessins de Roberto Ricci, Futuropolis

1. Les Règles du jeu, 2011  (ISBN 978-2-75480-318-2)
2. Ceux qui vont mourir, 2013  (ISBN 978-2-75480-319-9)
3. Que la lumière soit..., 2014  (ISBN 978-2-75480-995-5)
4. Enquête immobile[7], 2017  (ISBN 978-2-75481-170-5)